# Aleksandr Iwanow (funkcjonariusz)
Aleksandr Minowicz Iwanow (ros. Александр Минович Иванов, ur. 6 listopada?/19 listopada 1903 we wsi Dołgorukowo w guberni penzeńskiej, zm. 1 marca 1975 w Moskwie) – funkcjonariusz radzieckich służb specjalnych, generał major.

## Życiorys
Od października 1919 do listopada 1925 był sekretarzem sądu ludowego i prokuratorem w Razuwajewce w guberni penzeńskiej, od listopada 1925 do października 1927 służył w Armii Czerwonej, później był śledczym prokuratury w Razuwajewce. Od października 1929 funkcjonariusz GPU, pełnomocnik Wydziału Ekonomicznego i pełnomocnik operacyjny Wydziału Tajno-Politycznego insarskiego rejonowego oddziału GPU w Mordwińskim Obwodzie Autonomicznym/Mordwińskiej ASRR, od 1930 członek WKP(b), od sierpnia 1934 do października 1938 pełnomocnik operacyjny Wydziału Tajno-Politycznego okręgowego, potem miejskiego oddziału NKWD w Orsku, szef oddziału Wydziału Ekonomicznego Zarządu Bezpieczeństwa Państwowego (UGB), szef Oddziału VI Wydziału III UGB Miejskiego Oddziału NKWD w Orsku, szef Oddziału IV Wydziału III Zarządu NKWD obwodu orenburskiego/czkałowskiego, od 2 marca 1936 młodszy porucznik, następnie porucznik bezpieczeństwa państwowego. Od września 1938 do października 1939 zastępca szefa Oddziału I Wydziału VII Głównego Zarządu Ekonomicznego NKWD ZSRR, 7 czerwca 1939 awansowany na starszego porucznika bezpieczeństwa państwowego, od października 1939 do czerwca 1941 zastępca szefa i szef Oddziału III Wydziału Ekonomicznego Zarządu NKWD obwodu czkałowskiego, w czerwcu-lipcu 1941 zastępca szefa Zarządu NKGB obwodu czkałowskiego. Od 31 lipca do 21 sierpnia 1941 zastępca szefa Wydziału I Zarządu Ekonomicznego NKWD ZSRR, od 21 sierpnia 1941 do 10 stycznia 1942 szef Wydziału I Zarządu Ekonomicznego NKWD ZSRR, 26 grudnia 1941 mianowany kapitanem bezpieczeństwa państwowego, od 10 stycznia do 4 września 1942 p.o. szefa Wydziału I Zarządu Ekonomicznego NKWD ZSRR, od 4 września 1942 do 7 maja 1943 ponownie szef Wydziału I Zarządu Ekonomicznego NKWD ZSRR, 13 września 1942 awansowany na majora, a 14 lutego 1943 na pułkownika bezpieczeństwa państwowego.
Od 7 maja 1943 do 29 stycznia 1944 ludowy komisarz bezpieczeństwa państwowego Komijskiej ASRR, od 29 stycznia 1944 do 25 kwietnia 1945 szef Zarządu NKGB obwodu murmańskiego, od kwietnia 1945 do stycznia 1947 ludowy komisarz/minister bezpieczeństwa państwowego Kirgiskiej SRR, od 8 stycznia do 25 czerwca 1947 szef Wydziału „R” MGB ZSRR. Od 25 czerwca 1947 do 26 maja 1949 zastępca szefa Biura ds. Wyjazdów za Granicę i Wjazdów do ZSRR Komitetu Informacji przy Radzie Ministrów ZSRR, od 26 maja 1949 do 11 października 1951 członek Komisji Prezydium Rady Najwyższej ZSRR ds. rozpatrywania zagadnień przyjmowania, wychodzenia i pozbawiania obywatelstwa ZSRR, od 11 października 1951 do 2 stycznia 1952 szef Inspekcji przy MGB ZSRR, od 2 stycznia 1952 do marca 1953 szef Wydziału „K” MGB ZSRR. Od 24 marca do 17 września 1953 szef Wydziału I i zastępca szefa Zarządu V MWD ZSRR, od 17 września 1953 do 17 marca 1954 szef Wydziału X Specjalnego MWD ZSRR, od 17 marca 1954 do 23 czerwca 1959 szef Wydziału I Specjalnego KGB ZSRR, 18 lutego 1958 mianowany generałem majorem. Od czerwca do lipca 1959 w dyspozycji Zarządu Kadr KGB ZSRR, od lipca 1959 do września 1962 szef Gabinetu Czekistowskiego KGB ZSRR, od września 1962 do lutego 1965 w rezerwie KGB ZSRR, od 27 lutego 1965 do 5 maja 1967 zastępca szefa Wydziału II KGB ZSRR. Deputowany do Rady Najwyższej ZSRR 2 kadencji.

## Odznaczenia
- Order Lenina (dwukrotnie - 31 grudnia 1953 i 25 czerwca 1954)
- Order Czerwonego Sztandaru (25 lipca 1949)
- Order Wojny Ojczyźnianej I klasy (28 lutego 1946)
- Order Czerwonej Gwiazdy (dwukrotnie - 18 lipca 1942 i 3 listopada 1944)
- Order „Znak Honoru” (20 września 1943)
- Odznaka „Honorowy Funkcjonariusz Czeki/GPU (XV)” (9 maja 1938)
- Odznaka „Honorowy Funkcjonariusz Bezpieczeństwa Państwowego” (23 grudnia 1957)

I 8 medali.